# Orquestra Sinfônica de Manila
A Orquestra Sinfónica (português europeu) ou Sinfônica (português brasileiro) de Manila é uma orquestra sinfónica sediada em Manila, Filipinas. É uma das mais antigas orquestras sinfónicas da Ásia, tendo sido fundada pelo Dr. Alexander Lippay em 1926. Durante a Segunda Guerra Mundial, a continuação das suas atividades foi vista como símbolo da resistência filipina à ocupação japonesa.
Através dos anos, grandes artistas apresentaram-se com a orquestra, Montserrat Caballé, Yehudi Menuhin, Igor Oistrach, Eugene Istomin, Fou Ts’ong, Barry Tuckwell, Paul Badura-Skoda e Rony Rogoff, e maestros como Andre Kostelanetz, Arthur Fiedler, Mendi Rodan, Robert Feist, Gareth Nair e Helen Quach.